# Johan Henrik Akerman
Johan Henrik Akerman, né le 31 mars 1896 à Stockholm et mort dans cette même ville le 12 juillet 1982, est un professeur d'économie et de statistique suédois qui a travaillé pour l'université de Lund.

## Biographie
Il passe son MBA à la Stockholm School of Economics en 1918. Puis il va étudier à Harvard University 1919-1920 avant de retourner en Suède et d'étudier la statistique dans les universités d'Uppsala et de Luns. Il passe son doctorat en 1929 avec une thése sur le rythme de la vie économique qui contient pour la première fois en Suède des éléments d'économétrie. 

## Œuvre
- A Swedish Index of Economic Cycles, 1922.
- Rhythmics of Economic Life, 1928.
- "Problems of American Monetary Policy", 1928, Ekon Tidsk.
- Economic Progress and Economic Crises, 1931.
- Some Lessons of the World Depression, 1931.
- "Dynamic Problems of Value", 1931 ZfN.
- "Quantitative Economics", 1932, WWA.
- "Knut Wicksell: A pioneer of econometrics", 1933, Econometrica.
- Konjukturteoretsika Problem, 1934.
- "Annual Survey of Economic Theory: The setting of the central problem", 1936, Econometrica.
- Problem der Sozialokonomischen Synthese, 1938.
- Ekonomisk Teori, 2 volumes, 1939-1944.
- "Ekonomisk kalkyl och kausalanalys", 1944, Ekon Tidsk.
- Ekonomist skeende och politiska förändringar, 1946.
- "Political Economic Cycles", 1947, Kyklos
- "Ekonomi och politik.  Ekonomiska konjunktur och politska val i USA 1868-1944", 1947, Ekon Tidsk
- "Summeringsproblemet modellfölopp och konjukturproblem", 1953, Ekon Tidsk.
- Politik och Ekonomi i Atomalderns Värld, 1954.
- Structures et Cycles Economiques, 1955-7.
- "De Ekonomiska beluslutens Katalysatorer", 1956, Ekon Tidsk.
- Theory of Industrialism, 1960.
- Internationell politik och samhällsekonomi, 1970.